# Strada statale 340 Regina
La strada statale 340 Regina (SS 340) è una strada statale italiana il cui percorso si snoda interamente nella provincia di Como, in Lombardia, seguendo ancora, pur modificato, il tracciato dell'antica Via Regina.

## Percorso
La strada comincia a Como staccandosi dalla ex strada statale 35 dei Giovi nel punto in cui essa abbandona la sponda del Lario. Costeggia la riva occidentale del lago, con percorso a volte stretto e tortuoso, sino a Menaggio, noto centro costiero, attraversando i paesi rivieraschi tra i quali vi sono alcune località conosciute a livello internazionale, tra cui Cernobbio, Moltrasio, Laglio, Brienno, Argegno, Colonno, Sala Comacina, Ossuccio, Lenno, Mezzegra, Tremezzo e Griante.
Tra Cernobbio e Torriggia (frazione di Laglio) è stata realizzata alla fine degli anni sessanta, con lo scopo di snellire la grande mole di mezzi in transito specialmente nei periodi di affluenza turistica, una variante con pochi incroci a raso e senza attraversamenti di centri abitati, che corre a mezza costa parallela alla vecchia statale. Tuttavia, con l'espansionismo urbanistico degli ultimi decenni, sono state realizzate numerose abitazioni anche lungo la nuova variante, che quindi è stata di fatto declassata da strada a scorrimento veloce a una strada urbana, con limite di velocità variabile tra i 50 ed i 70 km/h e senza limitazioni al transito di pedoni e ciclisti, tranne che nella galleria che oltrepassa la cittadina di Cernobbio, dove tale limitazione è in vigore. Un'ulteriore variante, in galleria, riservata ai veicoli a motore, è stata realizzata anche per evitare l'attraversamento del centro di Brienno.
A Menaggio la strada abbandona il lago di Como, la cui sponda occidentale continua a essere percorsa da una diramazione, la strada statale 340 dir Regina. La SS 340 sale invece in direzione di una sella che immette nel piano, una striscia di territorio pianeggiante a est del ramo orientale del Ceresio, raggiungendo Porlezza, situata alla sua estremità. Da Porlezza inizia a costeggiare la sponda del ramo di nord-est del Lago di Lugano, con un percorso caratterizzato da sede stradale più stretta preceduto da una lunga galleria. Oltre la località Oria (frazione del comune di Valsolda), è situata la dogana e, poco più avanti, il Confine di Stato con il Canton Ticino (Svizzera). Prima di Oria alla dogana con il Canton Ticino è stato aperto un tunnel di modo di evitare l'attraversamento di Oria.
Sono previsti lavori di ampliamento della sede stradale per soddisfare le esigenze di traffico turistico e dei lavoratori frontalieri. L'intera estensione della SS 340 è a carreggiata unica con una corsia per senso di marcia; tuttavia in certi punti particolarmente stretti, non esiste divisione in corsie.
I primi 2,100 km sono stati ceduti al comune di Como.

## Strada statale 340 dir Regina
La strada statale 340 dir Regina (SS 340 dir) è una strada statale italiana.

### Percorso
Inizia a Menaggio come diramazione della SS 340 di cui costituisce la prosecuzione lungo la sponda occidentale dell'alto Lario. Il tracciato è piuttosto tortuoso in quanto segue l'andamento geografico del lago; inoltre, la sua scorrevolezza è limitata dai numerosi attraversamenti di centri costieri che tuttavia ne fanno, assieme all'ambiente circostante, un percorso suggestivo e pittoresco.                                                                         Oltre Menaggio, il cui centro è evitabile con una variante a scorrimento veloce in galleria riservata ai veicoli a motore, i paesi successivamente attraversati sono nell'ordine: Menaggio, San Siro, Cremia, Pianello del Lario, Musso, Dongo, Consiglio di Rumo, Gravedona, Domaso, Vercana, Gera Lario e Sorico.
A Gera Lario, situato all'estremità settentrionale del lago, prende a seguire per un breve tratto il fiume Mera, attraversandolo poco oltre Sorico attraversando il Ponte del Passo. La strada taglia quindi il Pian di Spagna, lembo di pianura alluvionale che andò a separare in epoca storica il lago di Como dal lago di Mezzola, un tempo uniti, e si innesta sulla SS 36 presso lo svincolo di Gera Lario.
Nel 2012 si costruì un sottopassaggio ferroviario e una rotatoria per oltrepassare la linea ferroviaria Colico-Chiavenna e per eliminare il pericoloso passaggio a livello. Tale opera si è resa necessaria per snellire i grandi ingorghi stradali che creava sia sulla SS36 sia sulla SS340dir, quando si chiudevano le sbarre o quando c'era molto traffico.
Nel 2018/2019 si progettò di allargare lievemente corsie e di fare accanto alla sede stradale una pista ciclopedonale.
Dal 5 novembre 2019 al 20 giugno 2020 fu chiusa per lavori la strada da Ponte del Passo (frazione di Gera Lario) sino alla rotatoria con la SS36.